# Bob Feerick
Robert Joseph (Bob) Feerick, né le 2 janvier 1920 à San Francisco et mort le 8 juin 1976, était un joueur américain professionnel de basket-ball, entraîneur et general manager.

## Carrière
Arrière-ailier issu de l'université de Santa Clara, Feerick joua pour les Capitols de Washington de 1946 à 1950, soit les quatre premières saison de la NBA (la ligue se dénommait alors la  Basketball Association of America lors des trois premières années). Évoluant sous les ordres de Red Auerbach, il fut nommé dans la All NBA First Team lors des saisons 1946-1947 et 1947-1948 grâce à des moyennes de 16,8 points (deuxième derrière Joe Fulks et ses 23,1 points) et 16,1 points par match respectivement. En 1949, la première année d'existence de la NBA, les Capitols nommèrent Feerick entraîneur-joueur.
En 221 matchs, il inscrivit 2 936 points pour une moyenne de 13,3 par match.
Après sa courte carrière de joueur, Feerick retourna à Santa Clara pour entraîner l'équipe de basket-ball de 1950 à 1962 Il fut nommé meilleur entraîneur de sa conférence à trois reprises (1953, 1954 et 1960). Feerick fut également l'entraîneur de Wilt Chamberlain avec les Warriors de San Francisco lors de la saison 1962-1963. La franchise venait d'être relocalisée à Philadelphie et avait engagé Feerick, natif de San Franciscan, afin de remplacer Frank McGuire. Les Warriors terminèrent sur un bilan de 31 victoires - 49 défaites lors de sa première année à San Francisco après s'être inclinée face aux Celtics de Boston lors des trois premières finales de la Division Est. La saison suivante, Alex Hannum remplaça Feerick au poste d'entraîneur.
Il fut nommé dans la NBA 25th Anniversary Team en 1961.

## Statistiques moyennes
| Saison    | Équipe                 | Matches | % tir | % lancers francs | passes | Fautes | Points |
| --------- | ---------------------- | ------- | ----- | ---------------- | ------ | ------ | ------ |
| 1946-1947 | Capitols de Washington | 55      | 40,1  | 76,2             | 1,3    | 2,6    | 16,8   |
| 1947-1948 | Capitols de Washington | 48      | 34,0  | 78,8             | 1,2    | 2,9    | 16,1   |
| 1948-1949 | Capitols de Washington | 58      | 35,0  | 85,9             | 3,2    | 2,9    | 13,0   |
| 1949-1950 | Capitols de Washington | 60      | 34,4  | 79,9             | 2,1    | 2,3    | 8,1    |
| Total     |                        | 221     | 36,2  | 80,5             | 2,0    | 2,7    | 13,3   |

## Trophées et distinctions

### Trophées
- Champion de la Division Est : 1947 et 1949
- 3 fois dans une All-BAA Team
  - First Team : 1947 et 1948
  - Second Team : 1949

### Distinctions statistiques
Durant sa courte carrière de joueur, Bob Feerick rata peu de matches et s'illustra comme un tireur précis aussi bien de plein jeu que depuis la ligne des lancers francs. Ci-dessous sont présentés ses podiums au niveau des classements statistiques annuels.
- 1er au pourcentage de réussite au tir : 1947 (40,1 %)
- 1er au pourcentage de réussite aux lancers francs : 1949 (85,9 %)
- 2e au nombre de points marqués : 1947 (926)
- 2e au nombre de points par match : 1947 (16,8)
- 2e au nombre de matches joués : 1948 (48)
- 2e au nombre de tirs marqués : 1947 (364)
- 2e au pourcentage de réussite au tir : 1948 (34,0 %)
- 3e au pourcentage de réussite aux lancers francs : 1948 (78,7 %)